# Destiny of the Sea
Destiny of the Sea è un cortometraggio muto del 1913 diretto da E.A. Martin.

## Produzione
Il film fu prodotto dalla Selig Polyscope Company.

## Distribuzione
Distribuito dalla General Film Company, il film - un cortometraggio di una bobina - uscì nelle sale cinematografiche statunitensi il 24 ottobre 1913.